# Лоренгау
Лоренгау (англ. Lorengau) — містечко в Папуа Новій Гвінеї, столиця провінції Манус. Розташоване на сході острова Манус (Острови Адміралтейства), регіон Острови.

## Клімат
Селище знаходиться у зоні, котра характеризується вологим тропічним кліматом. Найтепліший місяць — квітень із середньою температурою 27.6 °C (81.7 °F). Найхолодніший місяць — травень, із середньою температурою 25.6 °С (78.1 °F).
| Клімат Лоренгау         | Клімат Лоренгау | Клімат Лоренгау | Клімат Лоренгау | Клімат Лоренгау | Клімат Лоренгау | Клімат Лоренгау | Клімат Лоренгау | Клімат Лоренгау | Клімат Лоренгау | Клімат Лоренгау | Клімат Лоренгау | Клімат Лоренгау | Клімат Лоренгау |
| Показник                | Січ.            | Лют.            | Бер.            | Квіт.           | Трав.           | Черв.           | Лип.            | Серп.           | Вер.            | Жовт.           | Лист.           | Груд.           | Рік             |
| Середня температура, °C | 27,5            | 27,4            | 27,5            | 27,6            | 25,6            | 27,5            | 27,2            | 27,5            | 27,3            | 27,5            | 27,5            | 27,2            | 27,3            |
| Норма опадів, мм        | 283.3           | 275.5           | 331.5           | 311.5           | 275.6           | 321.8           | 355.5           | 296             | 255.7           | 256             | 280.8           | 276.5           | 3519.7          |
| Днів з опадами          | 20,3            | 19              | 20,8            | 21,6            | 20,5            | 18,1            | 17,3            | 15,8            | 17              | 20,2            | 20,9            | 20              | 231,5           |
| Вологість повітря, %    | 79.1            | 80.4            | 80.5            | 80.2            | 81.2            | 80              | 80.8            | 78.6            | 78.4            | 78.9            | 79.6            | 80.1            | 79.8            |
| ----------------------- | --------------- | --------------- | --------------- | --------------- | --------------- | --------------- | --------------- | --------------- | --------------- | --------------- | --------------- | --------------- | --------------- |
| Джерело: Weatherbase    |                 |                 |                 |                 |                 |                 |                 |                 |                 |                 |                 |                 |                 |